# リンカーン郡 (オレゴン州)
リンカーン郡（英: Lincoln County）は、アメリカ合衆国オレゴン州西部にある郡。郡名は第16代アメリカ合衆国大統領のエイブラハム・リンカーンに由来する。人口は5万0395人（2020年） 。郡庁所在地はニューポート。

## 経済
リンカーン郡の主要産業は製材、漁業、農耕、観光である。ニューポートは、クラトソップ郡のアストリアと共に、全米漁港トップ20に数えられるオレゴン州の2大漁港として栄えている。1997年から2000年における平均漁獲量は1億500万ポンド（48,000トン）。ニューポートはオレゴン州立大学ハットフィールド海洋科学センター、オレゴンコースト水族館がそれぞれ拠点を構えている。その他のリンカーン郡の自治体の多くは、主要収入源を観光産業に頼っている。

## 地理
アメリカ合衆国国勢調査局の調べによれば、リンカーン郡の総面積は3,092 km²（1,194 mi²）である。総面積の内、2,537 km²（980 mi²）が陸地で、555 km²（214 mi²、総面積の17.95%）が水地である。

### 隣接郡
- ティラムック郡 - （北）
- ポーク郡 - （東、北東）
- ベントン郡 - （東）
- レーン郡 - （南、南東）

## 人口動静
2000年国勢調査で、この郡は人口44,479人、19,296世帯、及び12,252家族が暮らしている。人口密度は18/km² (45/mi²)である。11/km² (27/mi²)の平均的な密度に26,889軒の住宅が建っている。この都市の人種的な構成は白人90.59%、アフリカン・アメリカン0.30%、先住民3.14%、アジア0.93%、太平洋諸島系0.16%、その他の人種1.66%、及び混血3.23%である。人口の4.76%はヒスパニックまたはラテン系である。
19,296世帯のうち、24.40%が18歳未満の子供と一緒に生活しており、49.50%は夫婦で生活している。10.00%は未婚の女性が世帯主であり、36.50%は結婚していない。29.30%は1人以上の独身の居住者が住んでおり、12.70%は65歳以上で独身である。1世帯の平均人数は2.27人であり、結婚している家庭の場合は、2.75人である。
この都市内の住民は21.40%が18歳未満の未成年、18歳以上24歳以下が6.50%、25歳以上44歳以下が23.50%、45歳以上64歳以下が29.00%、及び65歳以上が19.50%にわたっている。中央値年齢は44歳である。女性100人ごとに対して男性は94.00人である。18歳以上の女性100人ごとに対して男性は90.10人である。
この都市の世帯ごとの平均的な収入は32,769米ドルであり、家族ごとの平均的な収入は39,403米ドルである。男性は32,407米ドルに対して女性は22,622米ドルの平均的な収入がある。この地域の一人当たりの収入 (per capita income) は18,692米ドルである。人口の13.90%及び家族の9.80%は貧困線以下である。全人口のうち18歳未満の19.50%及び65歳以上の7.20%は貧困線以下の生活を送っている。

## 歴史
リンカーン郡は1893年2月20日に法令議会によってベントン郡、ポーク郡の西部から切り離される形で成立した。その後、郡境が1923年、1925年、1927年、1931年、1949年に調整された。
郡成立当時、トレドが郡庁所在地として暫定的に指定された。1896年、トレドを常設の郡庁所在地として選ばれる。郡庁所在地をトレドからニューポートに移転させる選挙が3回行われた。1928年と1938年に行われた2回の投票では否決に終わり、1954年に行われた投票でついにニューポートへの移転が決定した。トレドは現在でもリンカーン郡の産業の中枢として存続しているが、現在ではかつての郡庁所在地としての地位をニューポートに譲っている。
北方に位置するティラムック郡のように、リンカーン郡は成立後の最初の数十年間、オレゴン州の他の郡から地理的に隔絶されていた。この問題は国道101号線（1925年開通）、サーモン・リバー・ハイウェイ（1930年開通）の完成を以って解消した。1936年、連邦政府財政援助プロジェクトの一環として、ワルドポート、ニューポート、シレッツの湾を横断する橋が架かり、それまで湾を渡るために用いられていたフェリーが廃止された。
リンカーン郡の北部には、1855年に条約で設立されたシレッツ・インディアン居留地が含まれる。この居留地は1895年から1925年までの間、インディアン以外の人々にも門戸が開かれていた。シレッツの部族としての地位は1954年に連邦政府によって廃止されたが、1977年にオレゴン州で初めての部族としての地位を回復した。現在の居留地の面積は、3,666エーカー（15 km²）。

## 都市と町
- ニューポート（郡庁所在地）
- ワルドポート
- デポーベイ
- リンカーンシティ
- シレッツ
- トレド
- ヤハッツ

### 非法人化共同体・国勢調査指定地域
- アゲートビーチ
- チトウッド
- フィッシャー
- グレネデンビーチ
- カーンヴィル
- リンカーンビーチ
- オーティス
- オッターロック
- ローズロッジ
- シールロック